# Christopher Reinhard
Christopher Reinhard (Offenbach am Main, 19 maggio 1985) è un calciatore tedesco, difensore del Kickers-Viktoria Mühlheim.

## Carriera

### Club
Protagonista nella stagione 2004-2005 con l'Eintracht Francoforte allenato da Friedhelm Funkel, fece parte della selezione tedesca al Campionato mondiale di calcio Under-20 2005 nei Paesi Bassi.
La stagione d'esordio nella squadra di Francoforte fu promettente: formò con Patrick Ochs una solida coppia difensiva e totalizzò 24 presenze e 2 reti. Poi fu relegato nella formazione Under-23 a causa di una serie di infortuni e in due stagioni, dal 2005 al 2007, collezionò solo 9 presenze in prima squadra. Nell'estate del 2007 ha firmato un contratto triennale con il Karlsruhe, neopromosso in Bundesliga. Nel 2008 si trasferisce in 2.Bundesliga nell'Ingolstadt.
L'anno seguente passa all'Eintracht Trier che lascerà dopo una stagione per giocare nel TGM SV Jügesheim.
Nel 2012 viene ingaggiato dal Magdeburgo.

### Nazionale
Ha partecipato ai Mondiali Under-20 del 2005.